# Бинеманн, Фридрих Густав
Фридрих Густав Бинеманн (нем. Friedrich Gustav Bienemann; 1860—1915) — российский историк, специалист по истории Ливонии.

## Биография
Родился 19 (31) мая 1860 года в Арцизе. Его отец — пастор нем. Herbord Julius Bienemann (1833—1891).
Учился в Митавской гимназии, в 1877—1879 годах — в Феллинской гимназии.  С 1879 года изучал сначала филологию, затем теологию и, наконец, историю в Императорском Дерптском университете.
В 1886 году получил докторскую степень в Страсбургском университете.
После получения диплома старшего учителя в Дерпте он с 1887 по 1892 год преподавал в Биркенруской гимназии, после чего до 1899 года руководил интернатом для мальчиков в Риге.
В 1894–1903 годах он был библиотекарем Общества истории и древностей Остзейских губерний.
Он опубликовал исторические труды по истории Дерпта, времени шведов в Ливонии и Северной войны: «Die Statthalterschaftszeit in Liv- und Estland (1783–1796). Ein Capitel aus der Regentenpraxis Katharinas II» (Лейпциг, 1886; переиздание: Ганновер-Дёрен, 1973); «Geschichte der evangelisch-lutheranischen Gemeinde zu Odessa» (Одесса, 1890); «Livländisches Sagenbuch» (Ревель, 1897); «Die Katastrophe Dorpats während des Nordischen Krieges» (Ревель, 1902).
В 1903 году он стал издателем и редактором «Балтийского ежемесячника», а в 1905 году работал также в газете «Дюна». С 1897 года он был членом-корреспондентом Эстонского литературного общества.
Умер 4 (17) августа 1915 года в Риге.
С 13 декабря 1887 года был женат на дочери Павла Сиверса (1836—1916) от второго брака с Елизаветой Боссе (1836—1925), Юлии (29.08.1864, Варбуз — 13.09.1903, Рига).